# Воздвиженское сельское поселение (Челябинская область)
Воздви́женское се́льское поселе́ние — муниципальное образование в Каслинском районе Челябинской области Российской Федерации. В рамках административно-территориального устройства муниципальное образование  соответствует административно-территориальной единице Воздвиженский сельсовет.
Административный центр — посёлок Воздвиженка.

## История
Статус и границы сельского поселения установлены Законом Челябинской области от 16 ноября 2004 года № 312-ЗО «О статусе и границах Каслинского муниципального района, городских и сельских поселений в его составе».

## Население
| 2002 | 2010 | 2011 | 2012 | 2013 | 2014 | 2015 |
| ---- | ---- | ---- | ---- | ---- | ---- | ---- |
| 1150 | ↘919 | ↘916 | ↗920 | ↘894 | ↘884 | ↘868 |
| 2016 | 2017 | 2018 | 2019 | 2020 | 2021 |      |
| ↘852 | ↘839 | ↗848 | ↘833 | ↘792 | ↘773 |      |

## Состав сельского поселения
| № | Населённый пункт | Тип населённого пункта          | Население |
| - | ---------------- | ------------------------------- | --------- |
| 1 | Воздвиженка      | посёлок, административный центр | ↘381      |
| 2 | Тихомировка      | посёлок                         | ↘7        |
| 3 | Черкаскуль       | посёлок                         | ↘531      |